# Cyanopsitta spixii
El guacamayo de Spix (Cyanopsitta spixii) es una especie de ave psitaciforme de la familia de los psitácidos y la única especie del género Cyanopsitta. Fue descrita por primera vez por el naturalista alemán Georg Marcgraf, cuando trabajaba en el estado de Pernambuco, Brasil, en 1638, y su nombre es un homenaje al también alemán Johann Baptist von Spix, quien obtuvo un espécimen en 1819 en una orilla del río São Francisco en Bahía.

## Descripción

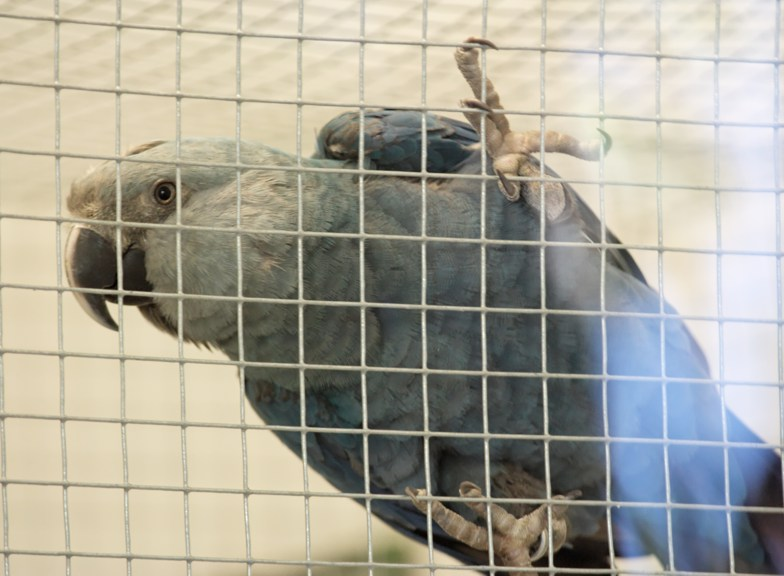
Juvenil en cautividad.

Su plumaje incluye varios matices azulados, siendo la cabeza, las alas y la cola más pálidas que el resto del cuerpo. La parte inferior de las alas y la cola son de color negro. Tiene una «máscara» desnuda de piel facial de color gris, en ocasiones blanca. El pico es completamente negro, excepto en los jóvenes, que tienen una franja blanca en el centro.

## Alimentación
El guacamayo de Spix se alimenta de dos especies de plantas Euphorbiaceae, las cuales son endémicas de la región.

## Estado de conservación
Un estudio de BirdLife International de 2018 sostuvo que el ave se encontraba próxima a ser declarada extinta en estado silvestre. Otro estudio de BirdLife  International, de junio de 2019, determinó que el ave se encuentra extinta en libertad.
El Instituto Chico Mendes para la Conservación de la Biodiversidad (ICMBio) ha estado conduciendo un proyecto de reintroducción de la especie. Un lote de cincuenta ejemplares provenientes de Alemania, llegaron a Brasil el 3 de marzo de 2020, donde se pretende usarlos para su entrenamiento y reproducción, siendo liberados a partir de 2021.
En junio de 2022, ocho ejemplares fueron liberados en la catinga brasileña.

## Posible redescubrimiento
El 18 de junio de 2016 se vio un espécimen en Curaçá, en el estado brasileño de Bahía. El 19 de junio, el ave fue filmada en mala calidad aunque su canto fue identificado como un guacamayo de Spix. Sin embargo, Birdlife señaló que es posible que el individuo fuera un ave cautiva liberada.

## En la cultura popular
Las aves protagonistas de la película Río (2011), Blu (Jesse Eisenberg) y Perla (Anne Hathaway), son guacamayos de Spix al borde de la extinción. En su secuela de 2014 Río 2, se revela que no son el último par en absoluto, ya que en realidad otros guacamayos de Spix prosperan en secreto en la selva amazónica.